# Dexter: Original Sin
Dexter: Original Sin (no Brasil: Dexter: Pecado Original) é uma série de televisão americana de crime, drama e mistério, criada por Clyde Phillips. É uma prequela da série Dexter. A série estreou em 13 de dezembro de 2024, no streaming da Paramount+ com Showtime.

## Elenco e personagens

### Principais
- Patrick Gibson como Dexter Morgan
- Christian Slater como Harry Morgan
- Molly Brown como Debra Morgan
- Christina Milian como María LaGuerta
- James Martinez como Angel Batista
- Alex Shimizu como Vince Masuka
- Reno Wilson como Bobby Watt
- Patrick Dempsey como Aaron Spencer
- Michael C. Hall como o narrador/voz interna de Dexter

### Estrela convidada especial
- Sarah Michelle Gellar como Tanya Martin

### Recorrentes
- Brittany Allen como Laura Moser
- Raquel Justice como Sofia Rivera
- Jasper Lewis como Doris Morgan
- Aaron Jennings como Clark Sanders
- Joe Pantoliano como Cachorro Louco
- Randy Gonzalez como Santos Jimenez
- Carlo Mendez como Hector Estrada
- Isaac Gonzales Rossi como Gio
- Roberto Sanchez como Tony Ferrer
- Amanda Brooks como Becca Spencer

## Episódios
| No. | Título                           | Direção         | Roteiro                                                      | Data em que foi/irá ao ar |
| --- | -------------------------------- | --------------- | ------------------------------------------------------------ | ------------------------- |
| 1   | "E no Começo..."                 | Michael Lehmann | Clyde Phillips                                               | 13 de dezembro de 2024    |
| 2   | "Criança numa Loja de Doces"     | Michael Lehmann | Katrina Mathewson & Tanner Bean                              | 20 de dezembro de 2024    |
| 3   | "Miami Vice"                     | Monica Raymund  | Safura Fadavi                                                | 20 de dezembro de 2024    |
| 4   | "Arranhãozinho"                  | Monica Raymund  | Nick Zayas                                                   | 27 de dezembro de 2024    |
| 5   | "F É de Foda-se"                 | Michael Lehmann | Alexandra Franklin & Marc Muszynski                          | 3 de janeiro de 2025      |
| 6   | "A Alegria de Matar"             | Michael Lehmann | Terry Huang                                                  | 10 de janeiro de 2025     |
| 7   | "O Problema do Grande Corpo Mau" | TBA             | Katrina Mathewson & Tanner Bean                              | 24 de janeiro de 2025     |
| 8   | "Negócios e Prazer"              | TBA             | Teleplay por: Mary Leah Sutton Estória por: Mary Lean Sutton | 31 de janeiro de 2025     |
| 9   | "Coleta de Sangue"               | TBA             | TBA                                                          | 7 de fevereiro de 2025    |
| 10  | "Nascido Desse Jeito"            | TBA             | TBA                                                          | 14 de fevereiro de 2025   |

## Produção

### Desenvolvimento
Em 6 de fevereiro de 2023, a Showtime solicitou à produção a elaboração de uma série de TV para uma prequela da história de origem de Dexter, intitulada Dexter: Origens, criada por Clyde Phillips. Mais tarde, a série foi renomeada para Dexter: Pecado Original e consistirá de 10 episódios. Phillips, que atua como showrunner, também deve ser o produtor executivo, ao lado de Scott Reynolds, Michael C. Hall, Mary Leah Sutton, Tony Hernandez e Lilly Burns, com Robert Lloyd Lewis também como produtor. As produtoras envolvidas com a série são Showtime Studios e Counterpart Studios.

### Elenco
Em 23 de maio de 2024, Patrick Gibson, Christian Slater e Molly Brown foram escalados para os papéis principais. Em junho de 2024, James Martinez, Christina Milian, Alez Shimizu, Reno Wilson e Patrick Dempsey se juntaram ao elenco como regulares da série, enquanto Sara Michelle Gellar foi escalada como estrela especial convidada. Em 11 de julho de 2024, Joe Pantoliano, Brittany Allen, Randy Gonzales, Aaron Jennings, Raquel Justice, Jasper Lewis, Carlo Mendez, Isaac Gonzalez Rossi e Roberto Sanchez foram escalados em papéis recorrentes. Em 26 de julho de 2024, na San Diego Comic-Con, durante o painel de Dexter: Pecado Original, anunciaram que Michael C. Hall fora definido para narrar a voz interna do Dexter Morgan jovem. Em 14 de agosto de 2024, Amanda Brooks se juntou ao elenco em caráter recorrente.

### Filmagens
As filmagens principais da série começaram em 5 de junho de 2024 em Miami. Em agosto de 2024, as filmagens foram transferidas para Los Angeles.

## Lançamento
Dexter: Original Sin estreou dia 13 de dezembro de 2024 no streaming da Paramount+ com a Showtime.

## Recepção
No site agregador de críticas Rotten Tomatoes, relatou-se um índice de aprovação de 67%, com uma classificação média de 5,7/10, com basem em 6 avaliações críticas. De acordo com o Metacritic, que calculou uma média ponderada de 50 em 100, com base em 6 avaliações críticas, a estreia da série recebeu uma resposta "mista ou média".